# Hexagramas (I Ching)
Os hexagramas (卦) (pinyin: guà) são símbolos constituídos por seis linhas Yīn ou Yáng que estruturam o livro chinês I Ching (易經) (pinyin: yì jīng).
Os 64 hexagramas podem também ser considerados combinações entre os oito trigramas básicos.

## Tabela dos 64 hexagramas
| Trigrama superior → inferior ↓ | qián Céu | zhèn Trovão | kǎn Água | gèn Montanha | kūn Terra | xùn Vento | lí Fogo | duì Lago |
| qián Céu                       | 1        | 34          | 5        | 26           | 11        | 09        | 14      | 43       |
| zhèn Trovão                    | 25       | 51          | 3        | 27           | 24        | 42        | 21      | 17       |
| kǎn Água                       | 6        | 40          | 29       | 4            | 7         | 59        | 64      | 47       |
| gèn Montanha                   | 33       | 62          | 39       | 52           | 15        | 53        | 56      | 31       |
| kūn Terra                      | 12       | 16          | 8        | 23           | 2         | 20        | 35      | 45       |
| xùn Vento                      | 44       | 32          | 48       | 18           | 46        | 57        | 50      | 28       |
| lí Fogo                        | 13       | 55          | 63       | 22           | 36        | 37        | 30      | 49       |
| duì Lago                       | 10       | 54          | 60       | 41           | 19        | 61        | 38      | 58       |

## Lista dos nomes dos 64 hexagramas
Esta é a tradução para o português dos nomes atribuídos aos 64 hexagramas do I Ching:
01.qián	_____O Criativo

02.kūn 	_____O Receptivo

03.zhūn	_____A Dificuldade Inicial

04.mēng	_____A Insensatez Juvenil

05.xû	_____A Espera

06.sòng	_____O Conflito

07.shī	_____O Exército

08.bì	_____A Solidariedade (A União)

09.xiǎo chù _____O Poder de Domar do Pequeno

10.lǚ 	_____A Trilha (A Conduta)

11.tài	_____A Paz

12.pǐ	_____A Estagnação

13.tóng rén	_____A Comunidade com os Homens

14.dà yǒu 	_____Grandes Posses

15.qiān     _____A Humildade (Modéstia)

16.yù       _____O Entusiasmo

17.suí	_____O Seguir

18.gǔ	_____O Trabalho sobre o Deteriorado (O Trabalho sobre o Corrompido)

19.lín	_____A Aproximação

20.guān     _____A Contemplação

21.shì kè 	_____O Morder

22.bì	_____A Graciosidade (Beleza)

23.bō       _____A Desintegração

24.fù	_____O Retorno (O Ponto de Mutação)

25.wú wàng 	_____A Inocência

26.dà chù	_____O Poder de Domar do Grande

27.yí	_____O Prover Alimento (As Bordas da Boca)

28. dàguò	_____A Preponderância do Grande

29.kǎn      _____O Abismal (A Água; O Insondável)

30.lí	_____O Aderir (O Fogo)

31.xián     _____A Influência (O Cortejar)

32.héng	_____A Duração

33.dùn      _____A Retirada

34.dà zhuàng_____O Poder do Grande

35.jìn      _____O Progresso

36.míng  yí _____O Obscurecimento da Luz

37.jiā rén	_____A Família

38.kuí      _____A Oposição

39.jiǎn     _____O Obstáculo (A Obstrução)

40.jiě      _____A Liberação

41.sǔn	_____A Diminuição

42.yì 	_____O Aumento

43.guài	_____A Determinação (O Irromper)

44.gòu      _____Vir ao Encontro

45.cuì      _____A Reunião

46.shēng	_____A Ascensão

47.kùn      _____A Opressão (A Exaustão)

48.jǐng	_____O Poço

49.gé	_____A Revolução

50.dǐng	_____O Caldeirão

51.zhèn	_____O Incitar (A Comoção; O Trovão)

52.gèn      _____A Quietude (A Montanha)

53.jiàn     _____O Desenvolvimento (O Progresso Gradual)

54.guī mèi	_____A Jovem que se Casa

55.fēng	_____A Abundância (A Plenitude)

56.lǚ       _____O Viajante

57. xùn	_____A Suavidade (O Penetrante; O Vento)

58.duì	_____A Alegria (O Lago)

59.huàn     _____A Dispersão (A Dissolução)

60. jié	_____A Limitação

61.zhōng fú	_____A Verdade Interior

62.xiǎo  guò_____A Preponderância do Pequeno

63.jì jì	_____Após a Conclusão

64.wèi jì   _____Antes da Conclusão